# Podoces
Podoces – rodzaj ptaków z rodziny krukowatych (Corvidae).

## Zasięg występowania
Rodzaj obejmuje gatunki występujące w Azji.

## Morfologia
Długość ciała 24–31,2 cm; masa ciała 85–141 g.

## Systematyka

### Etymologia
- Podoces: gr. ποδωκης podōkēs „szybkonogi, szybki”, od πους pous, ποδος podos „stopa, noga”; ωκυς ōkus „szybki”[6].
- Eopodoces (Eupodoces): gr. εως eōs lub ηως ēōs „wschód”; rodzaj Podoces J.G. Fischer, 1821[7]. Typ nomenklatoryczny: Podoces biddulphi Hume, 1874.

### Podział systematyczny
Do rodzaju należą następujące gatunki:
- Podoces hendersoni Hume, 1871 – sójeczka mongolska
- Podoces biddulphi Hume, 1874 – sójeczka białosterna
- Podoces panderi J.G. Fischer, 1821 – sójeczka pustynna
- Podoces pleskei Sarudny, 1896 – sójeczka perska